# AFC Săgeata Năvodari
AFC Săgeata Năvodari was een Roemeense voetbalclub uit Năvodari in het district Constanța. 
De club werd in 2010 opgericht toen de geldschieters van AS Săgeata Stejaru de club uit Stejaru weghaalden en in Năvodari verdergingen met een nieuwe club. Daar was CS Năvodari, voorheen Midia Năvodari, ten onder gegaan. In de Liga 2 eindigde de club in haar eerste seizoen als derde en promoveerde niet na play-offs. In het seizoen 2011/12 werd de club vierde en in 2012/13 promoveerde de club naar de Liga 1 na een tweede plaats. In de Liga 2 werd in het Stadionul Flacăra in Năvodari gespeeld. In de Liga I week de club uit naar het Stadionul Farul in Constanța. In de Liga 1 degradeerde de club direct na een twaalfde plaats. De club begon het seizoen 2014/15 in de Liga 2 maar ging in de winterstop, begin 2015, failliet.